# Chapelle de Garnison de Strasbourg
La chapelle de Garnison est située place Broglie, à côté du mess, à Strasbourg. 
Elle date du milieu du XVIe siècle. Après la Seconde Guerre mondiale et la destruction de l'ancienne synagogue du quai Kléber, elle a servi de lieu de culte à la communauté juive de Strasbourg jusqu'à la construction de la nouvelle synagogue de la Paix.